# 29467 Shandongdaxue
29467 Shandongdaxue (1997 TS26) là một tiểu hành tinh vành đai chính được phát hiện ngày 15 tháng 10 năm 1997 bởi Chương trình tiểu hành tinh Bắc Kinh Schmidt CCD ở Xinglong.